# Yves Volel
Yves Volel foi um advogado, ativista e candidato presidencial haitiano, que foi assassinado em 1987 enquanto concorria ao cargo.

## Exílio do Haiti
Yves Volel nasceu em 1934. Formou-se na Academia Militar em 1954 e serviu no exército haitiano como oficial.
Em 1965, fugindo do regime de François Duvalier, emigrou para os Estados Unidos.
Volel passou 18 anos trabalhando como professor de matemática na Dalton School, uma escola particular de prestígio em Manhattan, Nova York. Um de seus alunos foi Anderson Cooper, que falou sobre seu professor na CNN.
Enquanto estava em Nova York, organizou um grupo de ajuda a refugiados conhecido como Operation Exodus.

## Retorno e política
Em 1986, depois que Jean-Claude Duvalier fugiu para a França e Henri Namphy se tornou presidente, regressou ao Haiti.
Volel tornou-se um crítico do governo de Namphy e apoiou grandes greves que paralisaram as cidades haitianas em 1987.
Candidatou-se às eleições gerais de 1987 em meio à crescente violência. Trinta candidatos se declararam para a eleição, incluindo muitos ex-dirigentes de Duvalier. Volel sugeriu que os funcionários de Duvalier deveriam ter uma moratória de dez anos para concorrer a um cargo.

## Assassinato
Em 13 de outubro de 1987, Volel disse a repórteres que faria um discurso exigindo a libertação de seu cliente Jean Raymond Louis, um preso político detido sem acusações, em frente à sede da polícia e prisão de Porto Príncipe. Durante seu discurso, ele foi morto a tiros por policiais à paisana. A polícia se recusou a fazer comentários no local. No dia seguinte, a polícia divulgou um comunicado dizendo que Volel estava armado e tentando forçar a entrada na delegacia, embora testemunhas contestassem essa descrição dos acontecimentos.
Em sua homenagem, advogados haitianos em Porto Príncipe fizeram uma greve como parte de "uma semana de luto".